# Gisbert Cuper

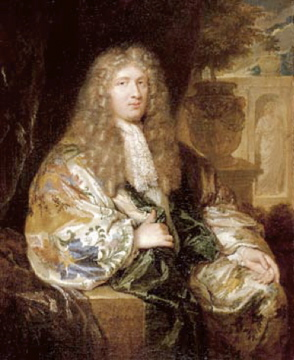
Gisbert Cuper

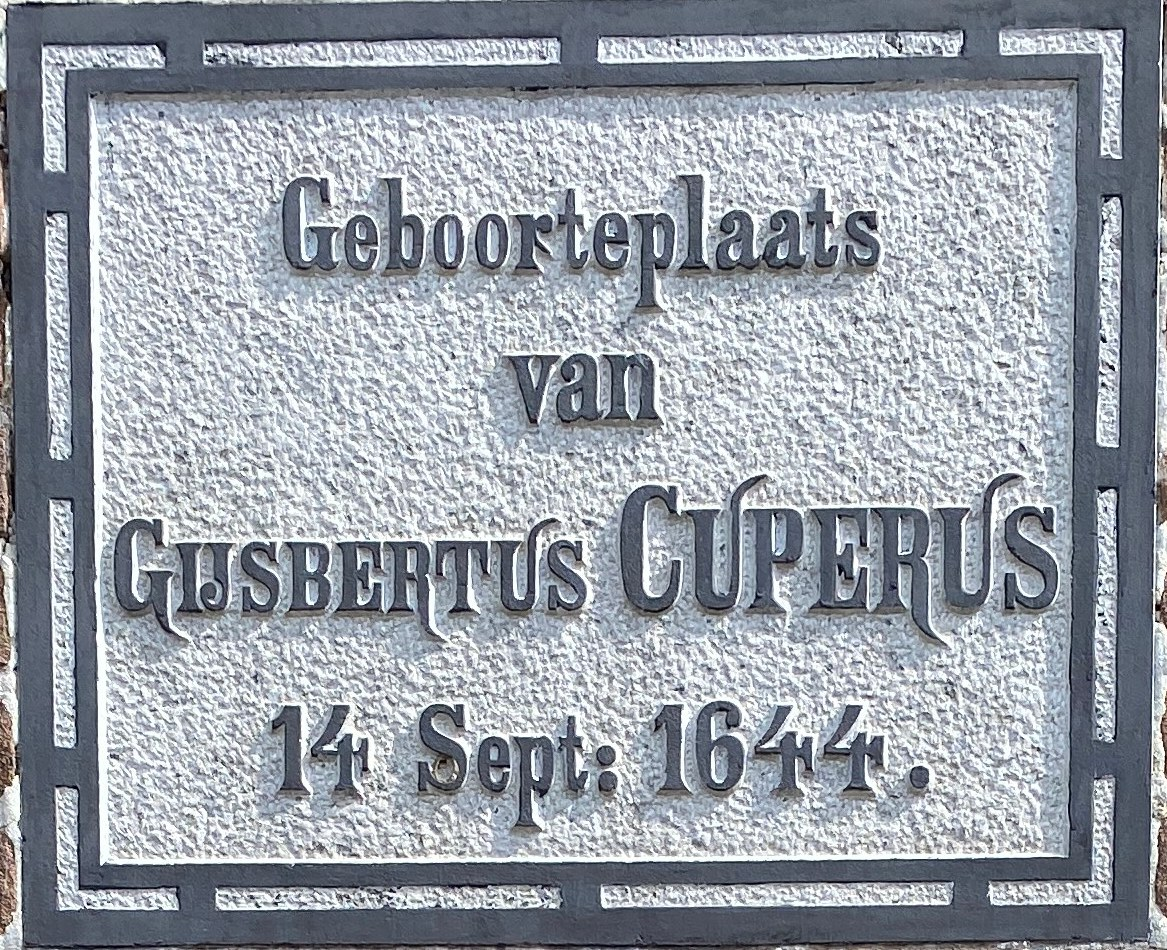
Plaquette geboorteplaats Gisbert Cuper (Gijsbertus Cuperus) te Hemmen

Gisbert Cuper (Hemmen, 28 september 1644 - Deventer, 22 november 1716) was een Nederlandse oudhistoricus en politicus. Komt ook wel voor als Gijsbert Cuper of Gisbertus Cuperus.

## Opleiding
Gisbert Cuper was de vierde zoon van Willem Cuper en Geertruida Coets, die na hem aan nog drie jongens het leven schonken. Willem was secretaris bij het gewestelijke bestuur, een functie die voldoende welstand met zich meebracht om zijn zeven zoons een goede opleiding te bieden. Als jongen kreeg Gisbert lessen thuis, waarna hij zijn opleiding vervolgde aan de universiteit in Nijmegen onder rector Johannes Schultingh. Hij volgde daar colleges in de retorica, filosofie, mathematica, geschiedenis, rechten en theologie. 
Het onderwijs in de zeventiende eeuw stond volledig in het teken van de klassieken. Studenten lazen de canon van de klassieke literatuur en schreven disputaties aan de hand van stellingen bij tekstpassages. De universiteiten in de Nederlandse Republiek stonden bekend als uitstekende, ‘moderne’ instituten, met in vergelijking tot buitenlandse universiteiten ruim aandacht voor de filologie – het corrigeren en verbeteren van de overgebleven teksten van de klassieke auteurs – en voorzichtige stappen in de richting van experimenteel, dat wil zeggen aanschouwelijk onderwijs. In 1665 schreef Cuper zich op twintigjarige leeftijd in bij de Leidse universiteit, waar hij ging studeren bij de grote filoloog Johannes Fredericus Gronovius (1611-1671). De jonge Cuper maakte indruk op zijn leermeester, want toen een jaar later Schultingh in Nijmegen kwam te overlijden, schreef Gronovius een brief waarin hij Cuper vol lof aanbeval als opvolger. Hij omschreef Cuper als een jongeman die van nature talentvol en zeer ijverig was en werkelijk zo geleerd dat hij zijn leeftijd verre overtrof.
Cuper kreeg de aanstelling niet en ging in 1667 als afsluiting van zijn studie, zoals gebruikelijk was voor jongens van zijn stand, op grand tour naar Frankrijk en Italië. Hij verbleef lange tijd in Parijs, maar heeft Rome, het ultieme reisdoel, nooit mogen aanschouwen. In 1668 werd hij namelijk gekozen als hoogleraar in de geschiedenis en welsprekendheid aan het Athenaeum Illustre te Deventer, een instelling voor hoger onderwijs, waardoor hij genoodzaakt was zijn reis af te breken en terug te keren naar de Republiek. Het Deventer Athenaeum was een provinciaal instituut dat zijn studenten voornamelijk trok uit Overijssel. Voor veel talentvolle geleerden betekende hun professorschap in Deventer een opstapje voor een carrière aan meer gevestigde instituten, zoals de Utrechtse en Leidse universiteiten.

## Deventer
De leerstoel die Cuper ging bekleden, was in het verleden bezet door beroemde filologen als zijn eigen leermeester Gronovius en Johannes Georgius Graevius (1632-1703). Aan het Deventer Athenaeum blonk Cuper als jonge hoogleraar al snel uit. Hij verwierf in korte tijd een goede reputatie bij zijn studenten en werd in 1672 zelfs rector van het instituut. Een week na zijn benoeming tot rector moest hij echter al het hoofd bieden aan een crisissituatie van formaat. De Republiek werd in dit rampjaar aangevallen door legers van een bondgenootschap van Frankrijk, Engeland en de bisschoppen van Keulen en Münster. Deventer werd bezet door Duitse troepen en officieel weer katholiek. Cuper kwam op voor de belangen van zijn hoogleraren en verdedigde vol overgave de bibliotheek van het Athenaeum, die volgens de katholieke geestelijken was gevuld met ketterse boeken. Zijn kordate optreden tijdens de oorlog leverde hem na de beëindiging van de bezetting direct een plaats op in de magistratuur van Deventer. 

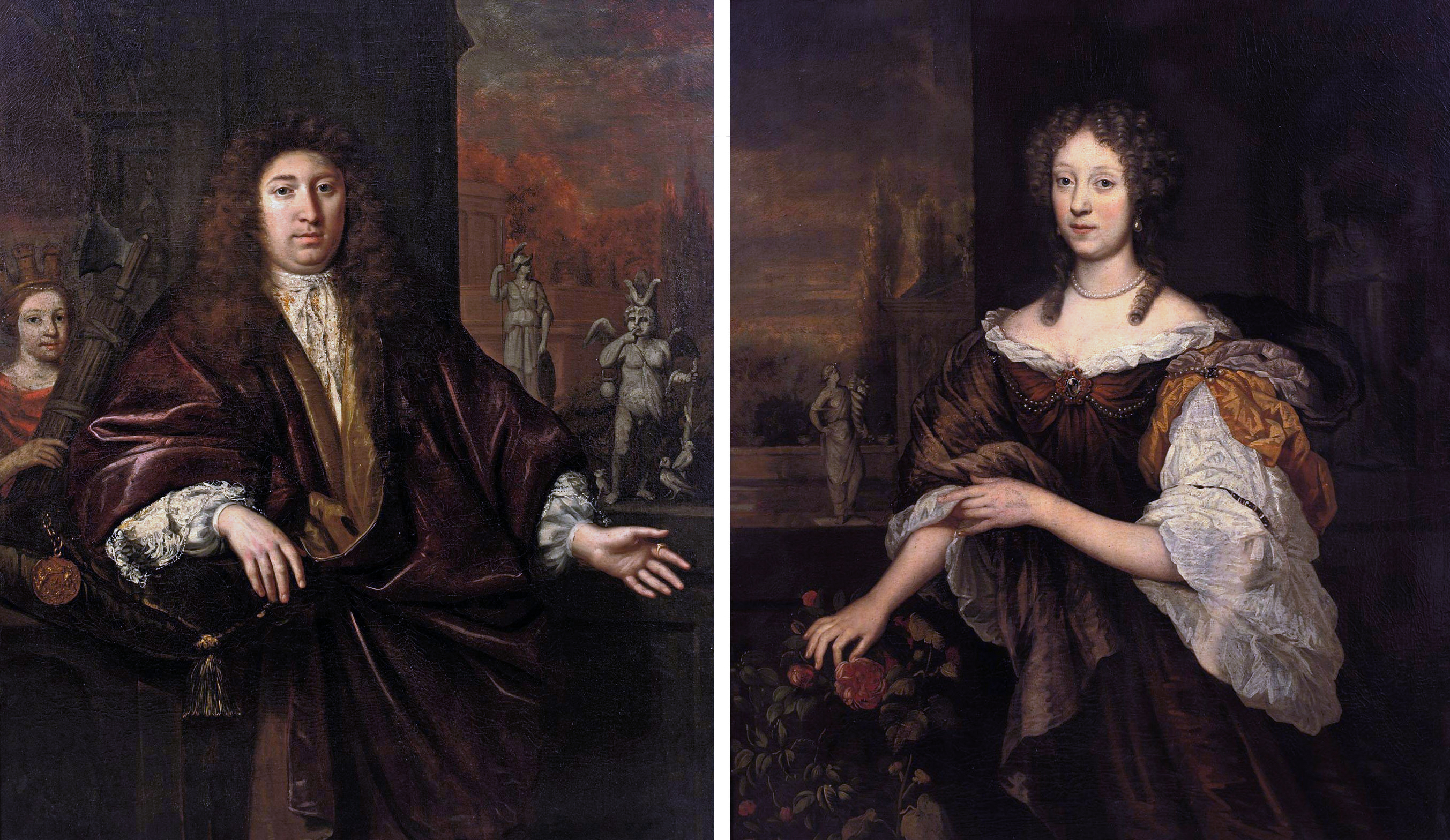
Gisbert Cuper en Aleida van Suchtelen, door Jan de Baen

Ook zal zijn huwelijk dat in 1670 was gesloten met Alida van Suchtelen, telg uit een van de belangrijkste bestuurdersfamilies van de stad, hebben bijgedragen aan zijn snelle carrière, evenals zijn Orangisme. Totdat Cuper in 1681 door de Staten van Overijssel werd afgevaardigd naar de Staten-Generaal, waardoor hij werd genoodzaakt de meeste tijd in Den Haag te wonen, combineerde hij zijn nieuwe politieke ambt met zijn functie aan het Athenaeum. Na 1681 hield hij zich professioneel gezien alleen nog met de politiek bezig.
Hoewel hij wel Deventers grootste geleerde wordt genoemd, zagen sommige tijdgenoten vanwege zijn orangistische sympathieën in hem vooral een "miserabele flickfloyer".

## Politicus
Van 1681 tot 1694 vertegenwoordigde Cuper de Overijsselse belangen in de Staten-Generaal in Den Haag. Over zijn politieke carrière is nog maar weinig bekend, behalve dat Cuper, als erudiete geleerde, uitverkoren was om voor de Staten-Generaal de brieven op te stellen die naar hoven werden gestuurd waar het Latijn de gangbare taal was. Cuper onderhield verder veel briefwisselingen met diplomaten en consuls in het buitenland. Onder andere met de Nederlandse Resident in Zweden, Christiaan Constantijn Rumpf, voerde hij een uitgebreide correspondentie. Cupers brieven waren geliefd onder de elite van Stockholm, waaronder koningin
Ulrika Eleonora van Zweden, die graag luisterde wanneer Rumpf Cupers brieven voordroeg. De correspondentie met Rumpf had niet alleen een politiek doel, maar was bovendien geleerd van aard. Rumpf bracht Cuper bijvoorbeeld in contact met Zweedse geleerden die hem voorzagen van nieuw studiemateriaal en nieuws over de Zweedse wetenschap. Op zijn beurt wist Cuper zijn correspondenten te helpen hun boeken te publiceren in de Nederlandse Republiek. Na 1694 bleef Cuper politiek actief in de stedelijke en provinciale politiek. In 1706 trad hij nog eenmaal naar voren op nationaal niveau, toen de Staten-Generaal hem uitzonden als gedeputeerde te velde in de Spaanse Successieoorlog.

## Geleerde
Naast de politiek bleef Cuper altijd een voorname rol spelen in de Republiek der Letteren, zoals de geleerdengemeenschap zichzelf in die tijd aanduidde, een rol die uiteindelijk werd bevestigd door de eer die hem een jaar voor zijn dood ten deel viel, toen een onderdeel van het Institut de France, de Académie des inscriptions et belles-lettres hem verkoos tot erelid. Cuper correspondeerde met geleerden en liefhebbers uit heel Europa, las alle wetenschappelijke tijdschriften en publiceerde een aantal keren zijn eigen bevindingen. Zijn favoriete studieonderwerp was de oudheidkunde, maar tevens was hij thuis op het gebied van de theologie, etnografie en de linguïstiek, disciplines die overigens in zijn tijd met geen mogelijkheid van elkaar waren te scheiden. Als oudheidkundige was hij expert op het gebied van de numismatiek, ofwel muntenleer. Tevens hield hij zich bezig met de filologie, het reconstrueren van klassieke teksten in hun oorspronkelijke vorm, en de epigrafie, het lezen en interpreteren van inscripties. Cupers veelzijdigheid wordt weerspiegeld in zijn collecties en publicaties, maar meer nog in zijn briefwisselingen.
Zoals veel geleerden in zijn tijd verzamelde Cuper munten en had hij een eigen bibliotheek. De Duitse bibliofiel Zacharias Conrad von Uffenbach (1683-1734) ging in 1711 bij Cuper op bezoek en deed in zijn mémoires verslag van deze ontmoeting. Uffenbach zag in één oogopslag dat de Deventer burgemeester een bescheiden, maar wel mooie en kostbare bibliotheek had met veel bijzondere oudheidkundige werken. Cuper verklaarde dat hij zijn grote collectie zeldzame boeken uit Italië te danken had aan de vriendschappen die hij per brief onderhield met verschillende Italiaanse ‘Curiosis’, onder wie de groothertog van Toscane en paus Clemens XI. Uffenbach was nog meer onder de indruk van de briefwisselingen die Cuper bewaarde. In zijn reisverslag memoreerde hij aan ongeveer twintig vuistdikke pakketten met brieven, waarin de correspondenten naar land van herkomst waren gerangschikt. Naast de brieven die hij ontving, bevatten de bundels ook kopieën van Cupers antwoorden. Uffenbach vond het een ‘ganz ungemeiner Vorrath, und ist fast kein gelehrter Antiquarius in der Welt, von dem nicht Briefe aus allen Landen allhier zu sehen’.
Cuper had in 1702 reeds 50 banden vol met brieven van zijn correspondenten en in 1710 schatte hij dat hij ongeveer honderd volumina zou laten inbinden. Dit aantal komt ook overeen met de hoeveelheid brieven die tegenwoordig in de Koninklijke Bibliotheek en het Nationaal Archief worden bewaard. De collectie Cuper in de Koninklijke Bibliotheek bestaat uit 146 signaturen die ruim zeven meter kastruimte bezetten. Naast de correspondenties bevat de collectie ook andere documenten van Cuper, zoals aantekeningen voor colleges aan het Athenaeum en herinneringen aan reisjes naar steden in de Republiek. Verder zijn daar het dagboek dat Cuper bijhield toen hij in 1706 het leger van de Republiek diende als gecommitteerde te velde in de Spaanse Successieoorlog en dat is uitgegeven door Veenendaal, catalogi van zijn muntenkabinet en bibliotheek en commentaren bij klassieke en contemporaine auteurs. In het Nationaal Archief berusten 16 banden en pakken, met een omvang van één meter planklengte. Het merendeel van deze stukken betreft binnen- en buitenlandse politieke aangelegenheden uit de periode 1677-1716. Niet al het materiaal is ingebonden. Naast deze unieke – en nog nauwelijks onderzochte – verzameling handschriften heeft Cuper een aantal publicaties nagelaten, allemaal op het gebied van de oudheidkunde.

### Palmyra

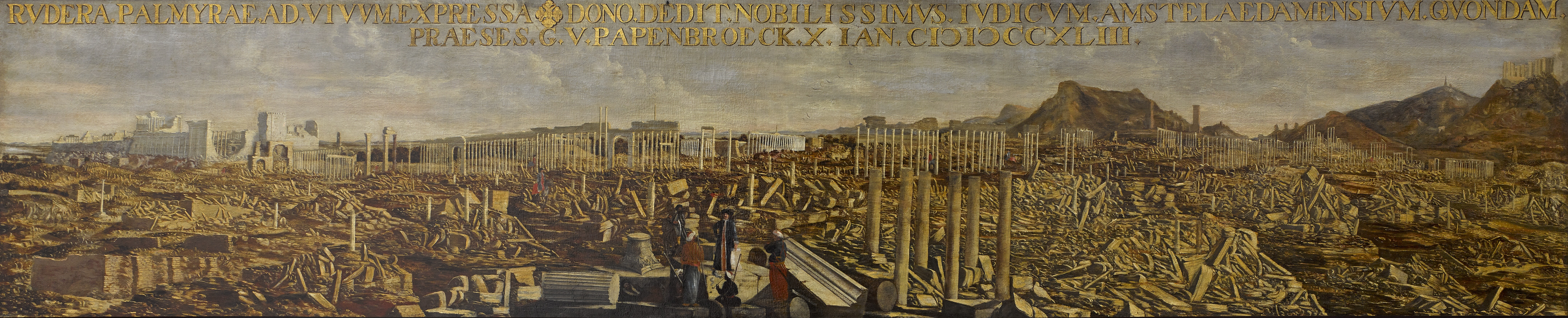
G. Hofsted van Essen, Gezicht op Palmyra, vervaardigd in 1693 in opdracht van Gisbert Cuper, op basis van een tekening, gemaakt tijdens de expeditie van William Halifax uit 1691. Halifax bracht daarbij vele antieke inscripties in kaart. Dit vier meter lange schilderij en het bijbehorende reisverslag uit 1695 waren de eerste kennismaking van het westen met Palmyra.

## Publicaties
In 1670 verscheen Cupers eerste werk in druk, een verzameling geleerde ‘opmerkingen’ over klassieke auteurs, munten en inscripties, typisch voor beginnelingen op oudheidkundig gebied. In dit boekje besprak hij opvallend genoeg vooral onderwerpen die betrekking hadden op de Romeinse en Griekse oudheid en legde hij de nadruk op het verklaren van klassieke tekstpassages. Zes jaar later verscheen een korte verhandeling over de van oorsprong Egyptische godheid Harpocrates. Cuper leunde in dit werk eveneens sterk op passages uit de klassieke literatuur, maar ditmaal om de iconografie van een beeldje uit te leggen. Hij had het Harpocratesbeeldje zelf gezien en aangeraakt toen hij op bezoek was bij de verzamelaar Johannes Smetius jr. en was ervan overtuigd dat het een allegorische representatie van de zon moest zijn geweest.
In 1678 publiceerde Cuper weer een boek met ‘opmerkingen’, ditmaal in vier boeken. Pas vijf jaar later verscheen een boek over een Hellenistisch reliëf waarop de apotheose (vergoddelijking) van Homerus was afgebeeld. Een uitgebreide versie van Harpocrates volgde in 1687. Tegelijk met de nieuwe editie van Harpocrates – in hetzelfde boek – verscheen een verhandeling over tot dan toe ongepubliceerde Romeinse oudheden die in Gelderland en Brabant waren gevonden. Het betrof een aantal grafmonumenten en inscripties. Cuper weidde lang uit over de namen van goden die hij in de inscripties las en maakte zich sterk voor de mythe van de Bataven, die volgens zijn interpretatie van een inscriptie onafhankelijk waren geweest van de Romeinen. Het derde deel van het boek bestond uit een brief van Stephanus Le Moine (1624-1689) die daarin probeerde uit te leggen wat Melanophoros, een woord uit de Egyptische godsdienst, betekende.
In 1697 publiceerde Cuper een boek over de drie keizers Gordianus, waarmee hij reageerde op een andere geleerde die had geclaimd dat er vier keizers met de naam Gordianus waren geweest. Munten uit de tijd van de Gordiani fungeerden als bewijs voor Cupers standpunt. Postuum werd er nog een manuscript van Cuper uitgegeven over afbeeldingen van olifanten – voornamelijk op munten. Het verzamelen van materiaal over dit laatste onderwerp had hem ruim twintig jaar beziggehouden.

## Beerput

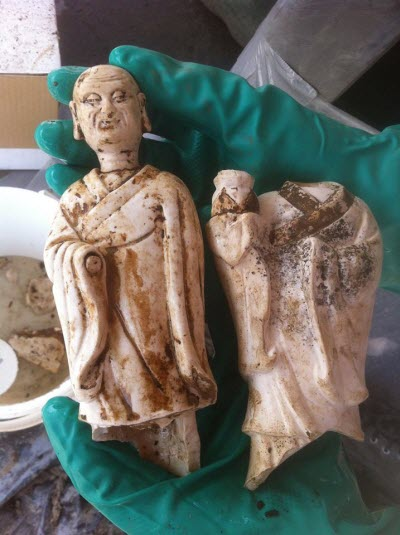
Twee Aziatische Lohan beeldjes uit een beerput, die mogelijk door Cuper is gebruikt

In 2013 vond bij de voormalige woonlocatie van Cuper in Deventer archeologisch onderzoek plaats in verband met de bouw van het nieuwe gemeentehuis. Archeologen troffen een grote hoeveelheid beer- of secreetputten aan die ook als stortplaats voor huiselijk afval waren gebruikt. Een van die putten lag mogelijk op het perceel van Cuper. Hoewel niet met zekerheid kon worden aangetoond dat deze put door de geleerde was gebruikt, wees de inhoud van de beerput op een welvarende putgebruiker met een voorliefde voor exotische gebruiksartikelen en curiosa. Er werd bijvoorbeeld een grote collectie porselein scherven in aangetroffen (tafelservies en kabinet), een groep lakzegelfragmenten, een Aziatisch kylin fabeldier en een tweetal unieke Aziatische Lohan beeldjes.